# Народно читалище „Христо Ботев – 1922“
Народно читалище „Христо Ботев – 1922“ е читалище в село Трапище, община Лозница, област Разград. Разположено на адрес: ул. „Христо Ботев“ № 27. То е действащо читалище, регистрирано под номер 2446 в Министерство на Културата на Република България. Към 2020 г. председател на читалищното настоятелство е Муса Велиев Дурльов, а секретар – Хафизе Дурльова.
Фондът на библиотеката към читалището включва около 3500 тома литература.